# تانديت الجنوبية (افرطيسة)
تانديت الجنوبية هي إحدى مشيخات المملكة المغربية، تتبع جغرافيا لإقليم بولمان وإداريًا لافرطيسة. يقدر عدد سكانها بـ 6177 نسمة حسب الإحصاء الرسمي للسكان والسكنى لسنة 2004.